# Teanore
Teanore (in greco antico: Θεανώρ?, Theanór; Crotone, ... – Tebe, IV secolo a.C.) è stato un filosofo greco antico della scuola pitagorica.

## Biografia
Viene citato da Plutarco come uno degli interlocutori del trattato Sul demone di Socrate, anche se si tratta, probabilmente, di un personaggio immaginario utilizzato da Plutarco come portavoce del misticismo pitagorico. Tuttavia, la nostra ignoranza della letteratura da cui Plutarco trasse l'episodio di Teanore rende difficile ogni tipo di ipotesi. 
Plutarco narra che, dopo l'eccidio dei pitagorici avvenuto a Crotone per mano del tiranno Cilone, nel quale persero la vita molti dei seguaci di Pitagora, i sopravvissuti fecero imbarcare Teanore e altri seguaci della scuola per dirigersi alla volta di Tebe, dove lo accolse Epaminonda.
Epaminonda ebbe da dire di Teanore, accogliendolo al suo arrivo nella polis beotica: